# Hastingues
Hastingues ist eine französische Gemeinde mit 606 Einwohnern (Stand 1. Januar 2022) im Département Landes in der Region Nouvelle-Aquitaine (vor 2016 Aquitaine) im Südwesten Frankreichs. Sie gehört zum Arrondissement Dax und zum Kanton Orthe et Arrigans. Die Einwohner werden Hastingots genannt.

## Geografie
Hastingues liegt zwischen den Flüssen Bidouze und Gaves Réunis rund 30 Kilometer ostnordöstlich von Bayonne. Nachbargemeinden sind Orthevielle im Norden und Nordwesten, Peyrehorade im Norden und Nordosten, Oeyregave im Osten, Came im Osten und Südosten, Bidache im Süden, Bardos im Südwesten, Guiche im Westen und Südwesten sowie Sames im Westen.

## Geschichte
Die Bastide wurde 1289 von John Hastings, 1. Baron Hastings gegründet.

## Bevölkerungsentwicklung
| Jahr                       | 1962 | 1968 | 1975 | 1982 | 1990 | 1999 | 2006 | 2017 |
| Einwohner                  | 417  | 401  | 408  | 447  | 472  | 447  | 510  | 579  |
| Quellen: Cassini und INSEE |      |      |      |      |      |      |      |      |

## Sehenswürdigkeiten
- Kirche Saint-Sauveur
- Prämonstratenserkloster Sainte-Marie von Arthous, seit 1955/1969 Monument historique
- Steinernes Tor in die Bastide aus dem 14. Jahrhundert
- Schloss Estrac

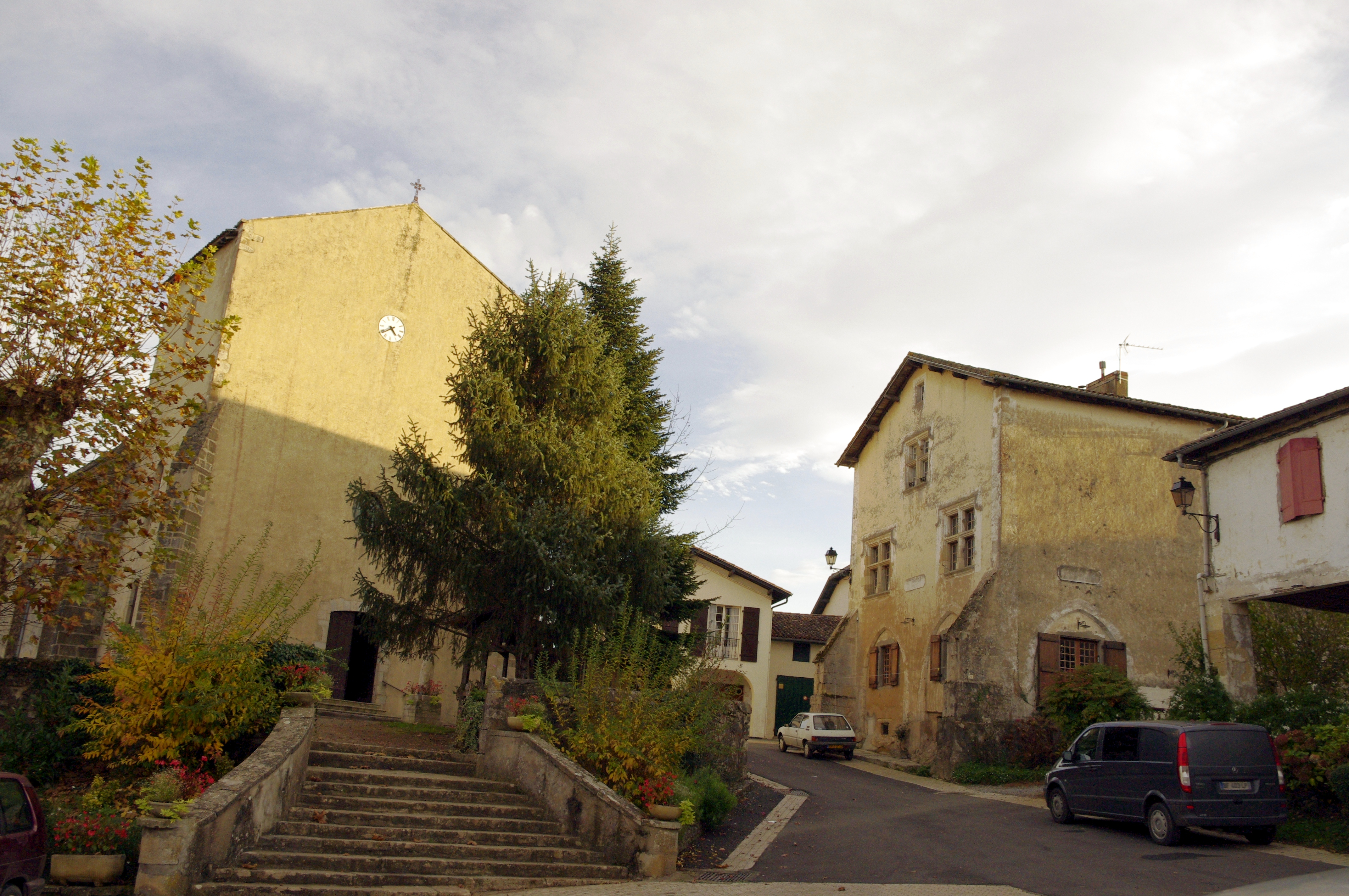
Kirche Saint-Sauveur
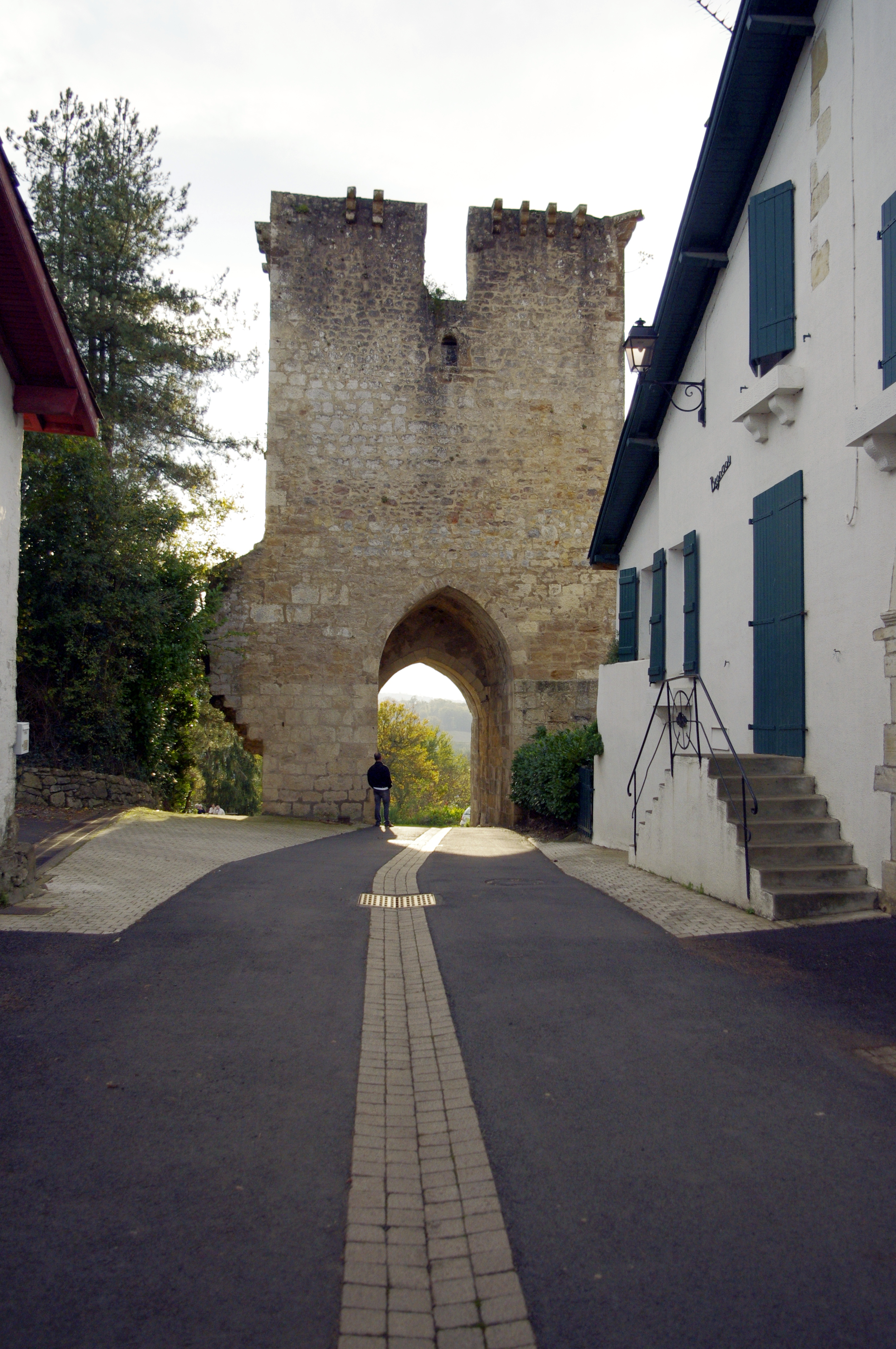
Steintor zur Bastide
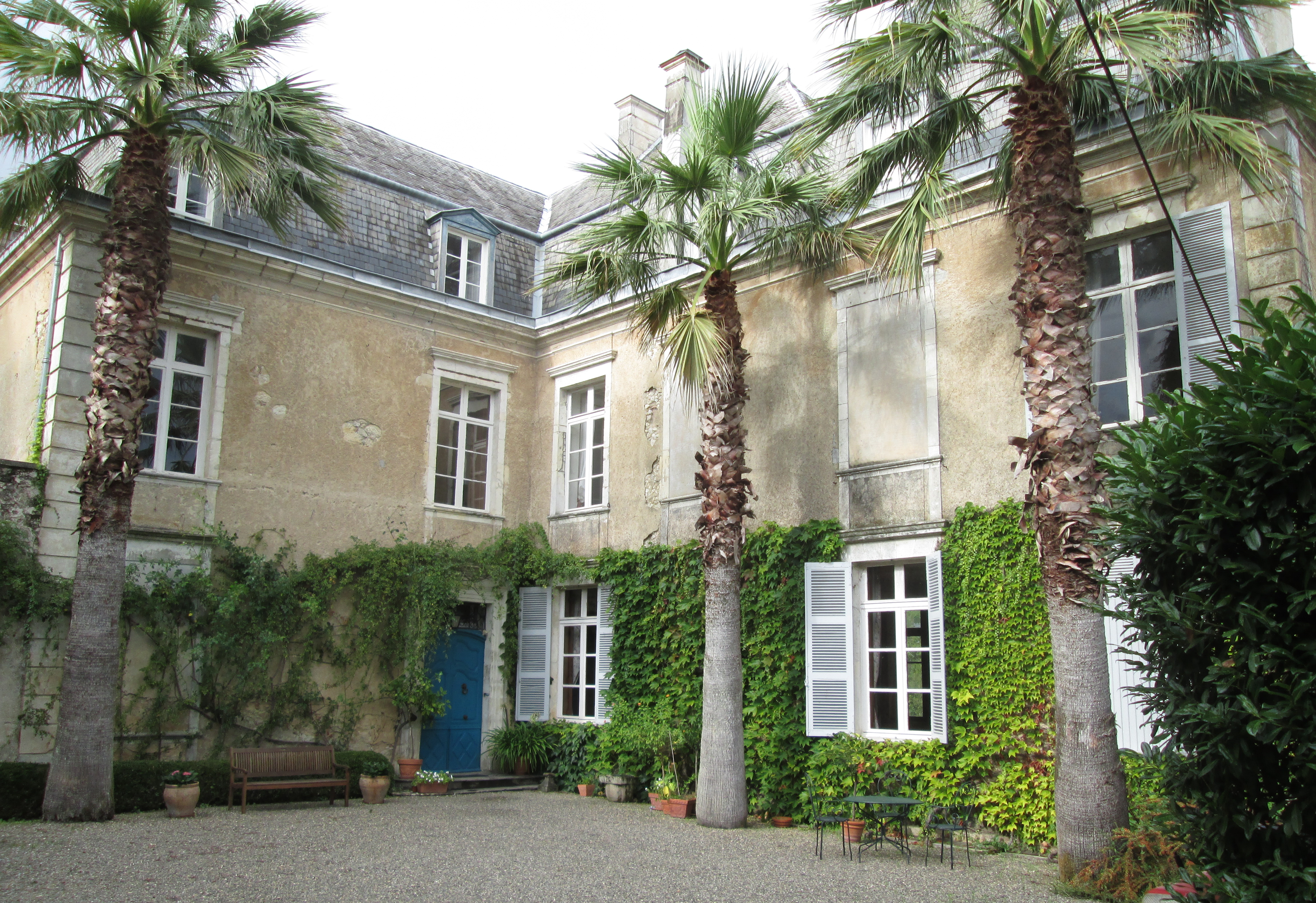
Schloss Estrac